# Gliser
Gliser je vrsta čamca ili manjeg broda kojem oblik trupa i pogonska snaga motora omogućuju da klizi vodom velikom brzinom.